# Lorenzo Richelmy
Lorenzo Richelmy, född 25 mars 1990 i Ligurien, är en italiensk skådespelare.
Richelmy har bland annat medverkat i TV-serierna Marco Polo (2014-2016), Himmelsdalen från 2019 och Hotell Portofino från 2022.

## Filmografi (i urval)
- 2014–2016 – Marco Polo (TV-serie)
- 2019 – Himmelsdalen (TV-serie)
- 2022 – Hotell Portofino (TV-serie)
- 2023 – I lögnernas nät (TV-serie)